# Ostruháček březový
Ostruháček březový (Thecla betulae) je druh motýla z čeledi modráskovitých vyskytující se v Česku.

## Vzhled

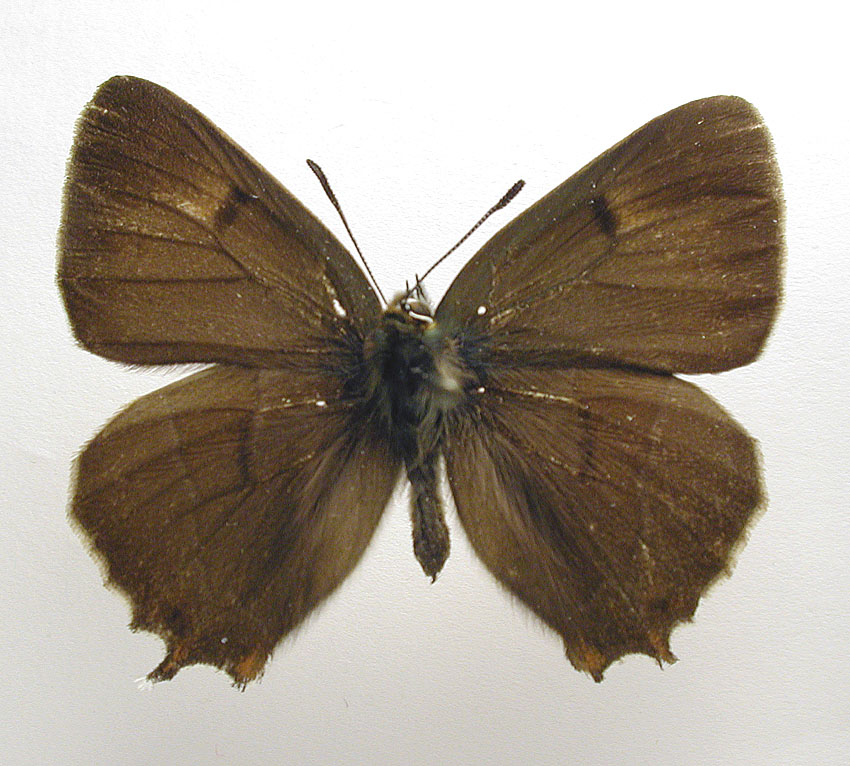
Samec

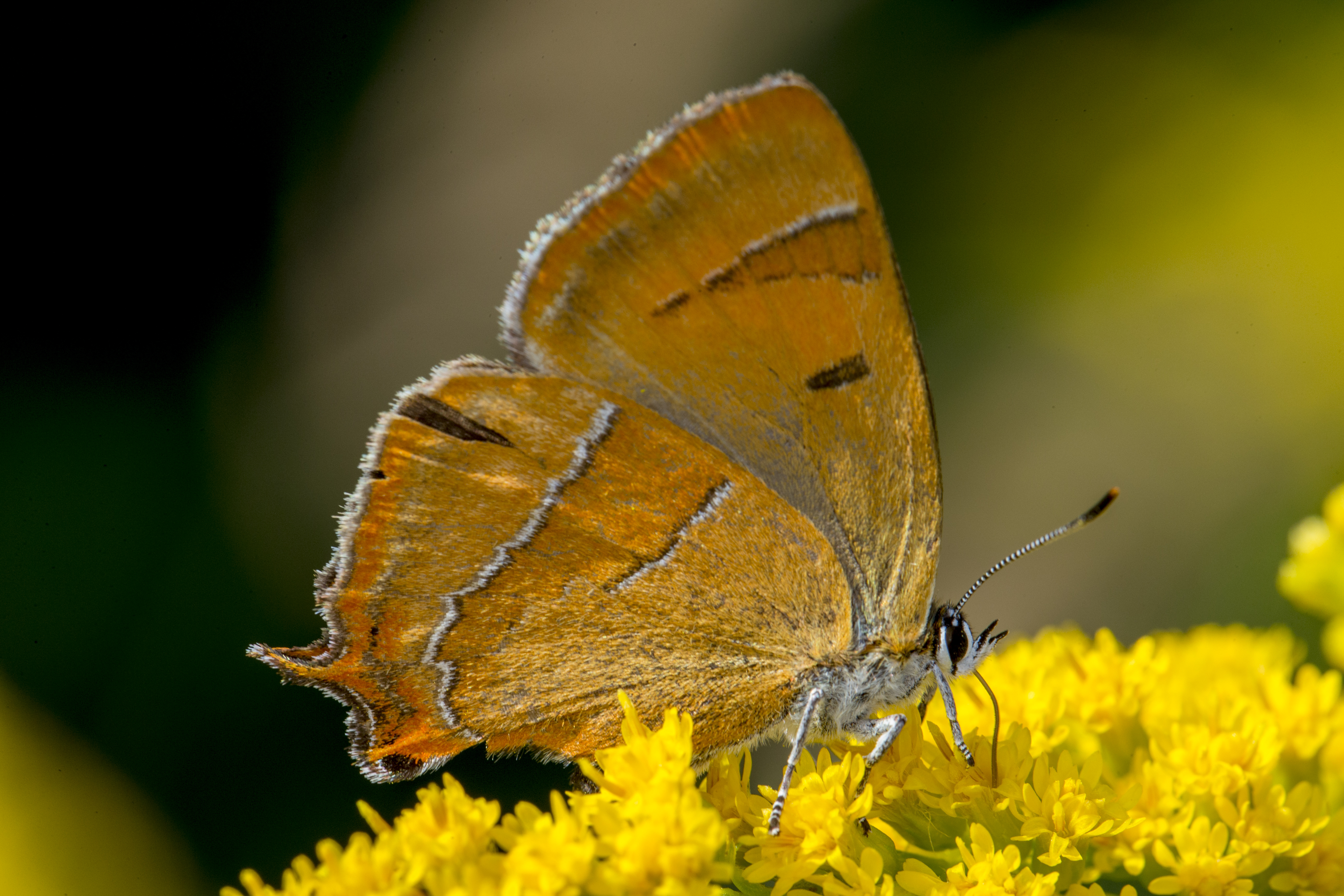
Dolní strana křídel je u obou pohlaví stejná

Rozpětí křídel je zhruba 4 cm, přední křídlo má délku 1,7 až 1,8 cm. Křídla samice a samce jsou odlišná, samec má jednobarevná, tmavě hnědá, pouze konečky zadních křídel jsou oranžové. Samice má na předních křídlech velkou žlutou skvrnu, zatímco samec jen její slabé náznaky. Tělo je chlupaté, shora černé, zespoda bílé. Dolní strana křídel je u obou pohlaví žlutá, s bílými pruhy a velkými oranžovými skvrnami. Housenka je zelená.

## Výskyt
Mírné zeměpisné šířky Eurasie. Vyskytuje se v křovinách trnky na slunečných místech, také v místech, kde rostou švestky nebo meruňky. Vyjma vysokohorských oblastí se vyskytují ve všech nadmořských výškách.

## Život
Vajíčka jsou kladena na podzim, přímo na větve trnky. Housenky se líhnou na jaře a lezou do pupenů listů, hned jak začnou rašit. Později housenky žijí na dolní straně listu. Housenky se z vajíček vyklubou v dubnu a zakuklují se v červnu na zemi. Dospělí jedinci mají rádi vysoká místa, například vršky stromů, kopců… a tam se také páří. Aktivní jsou jen pokud svítí slunce a na místech kam svítí. Délka života je zhruba půl roku.